# Green Spring, Kentucky
Green Spring är en ort i Jefferson County, Kentucky, USA. År 2010 hade orten 715 invånare. Den har enligt United States Census Bureau en area på 0,7 km², allt är land.